# Ha'ermodun Zhen
Ha'ermodun Zhen (kinesiska: 哈尔莫墩镇, 哈尔莫墩) är en köping i Kina. Den ligger i den autonoma regionen Xinjiang, i den nordvästra delen av landet, omkring 210 kilometer sydväst om regionhuvudstaden Ürümqi. Antalet invånare är 17 934. Befolkningen består av 8 471 kvinnor och 9 463 män. Barn under 15 år utgör 20,0 %, vuxna 15-64 år 74 %, och äldre över 65 år 5,0 %.
Genomsnittlig årsnederbörd är 176 millimeter. Den regnigaste månaden är juni, med i genomsnitt 59 mm nederbörd, och den torraste är januari, med 1 mm nederbörd.